# تسزین، پومرانیان وویوودشیپ غربی
تسزین، پومرانیان وویوودشیپ غربی (به لاتین: Tęczyn, West Pomeranian Voivodeship) یک روستا در لهستان است که در Gmina Ostrowice واقع شده‌است.